# 陳良器
陳良器（1452年—1520年），字彥成，浙江杭州府仁和縣人，民籍，明朝政治人物。

## 生平
浙江鄉試第九十名舉人。成化十七年（1481年）中式辛丑科會試第九十四名，三甲第二名進士。授南京大理寺评事，历寺副、寺正，擢池州府知府，岁馀积粟十三万石，垦田百六十顷，号为能吏。弘治十二年（1499年）正月升山东右参政，十五年七月升福建右布政使，遭母丧，服阕，正德初复除湖广右布政使，正德四年（1509年）二月升福建左布政使，五年八月升應天府府尹，尋以曾贿赂劉瑾被劾罢。正德十五年正月卒。

## 家族
曾祖陳彥成；父親陳敏政，曾任知府。前母鄭氏（贈孺人）；母張氏（封孺人）。慈侍下。子陈宋，孙子陳直。